# Bergbau und Hüttenwesen im Odenwald

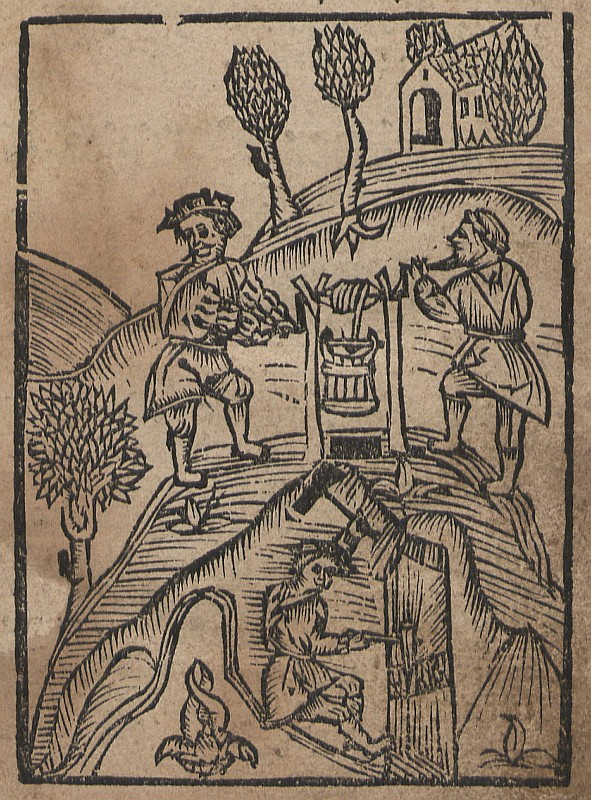
Darstellung des Bergbaus von 1527, unten der Hauer im Schacht, oben die Haspelknechte

Der Bergbau und das Hüttenwesen im Odenwald erstreckten sich urkundlich nachweisbar über einen Zeitraum von etwa 1200 Jahren. Zuvor hatten Römer bereits Gesteine abgebaut. Die Verhüttung vor Ort gefundenen Eisenerzes kann für den Heiligenberg bereits für die frühe La-Tène-Zeit (5. und 4. Jahrhundert v. Chr.) nachgewiesen werden.
Der Höhepunkt der bergmännischen Arbeiten wurde im 16. und 17. Jahrhundert bis zum Dreißigjährigen Krieg (1618–1648) erreicht. Die wenigen danach eingerichteten Berg- und Hammerwerke konnten sich im Zuge der Industrialisierung sowie vor allem wegen der nicht sicherzustellenden Versorgung der Hüttenwerke mit Steinkohle nicht halten, auch litten die Bergwerke zu allen Zeiten unter Problemen mit Wassereinbrüchen. In der zweiten Hälfte des 19. Jahrhunderts mussten die meisten Hammerwerke den Betrieb einstellen. Im gleichen Zeitraum bis zum Ersten Weltkrieg kam es aber nochmals kurz zu einer Wiederbelebung der Tätigkeiten in Bergwerken. Heute sind nur noch wenige Zeugnisse der Bergbaugeschichte des Odenwaldes erkennbar.

## Abbaugebiete und antiker Abbau

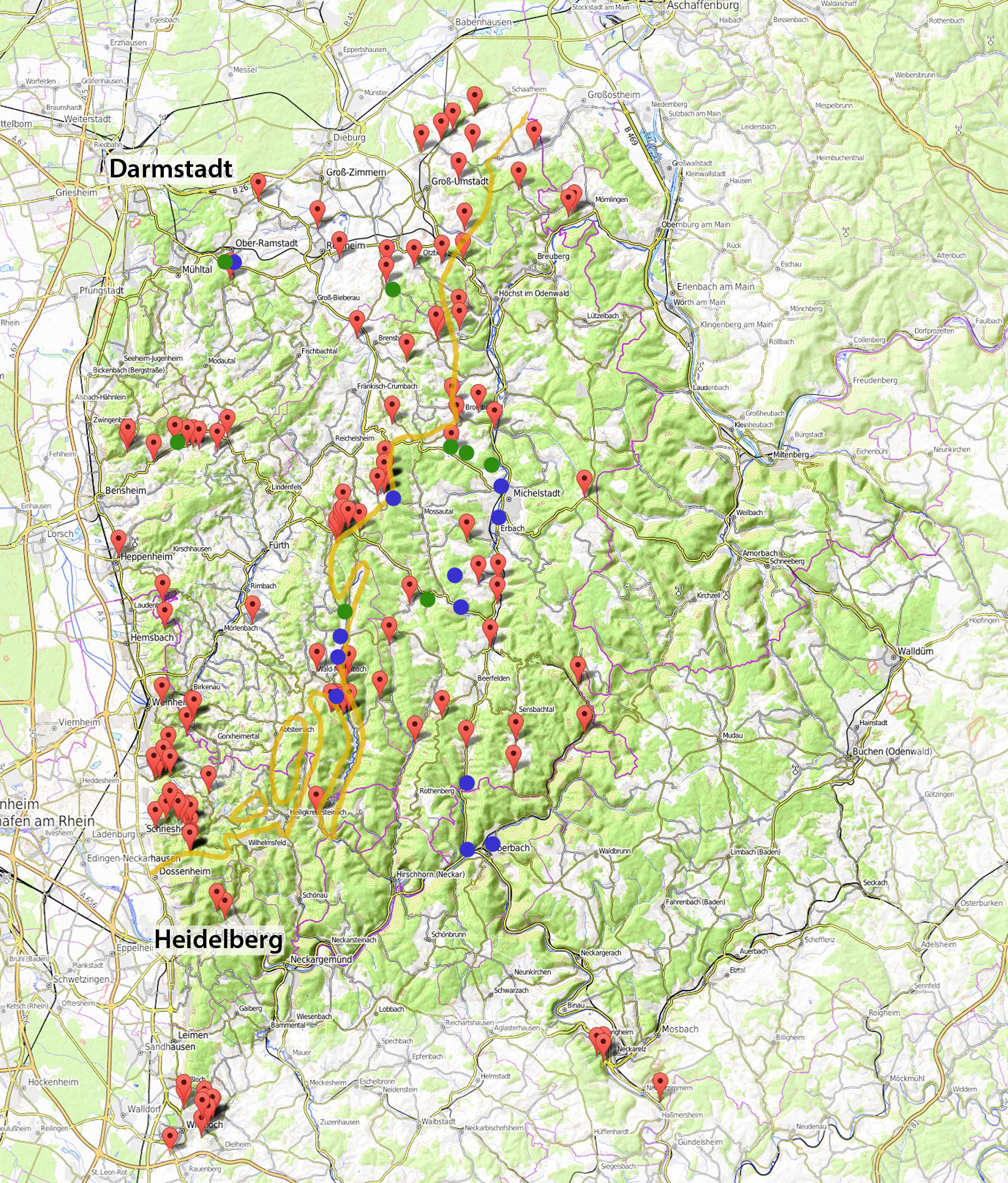
Bergwerke, Hammerwerke und Schmelzen

Aufgrund der Geologie des Odenwaldes sind zwei Abbaugebiete grundlegend zu unterscheiden. In dem an die Bergstraße angrenzenden Kristallinen Odenwald wurden Silber, Blei und Kupfer abgebaut, daneben noch verschiedene Gesteine. Östlich davon im Sandstein-Odenwald hingegen wurde überwiegend Eisenerz und Mangan gefördert, bekannt sind hier auch Schwerspatgruben.
In der römischen Antike wurden Steinbrüche betrieben, von diesen Arbeiten zeugen zahlreiche Reste von Werkstücken, vor allem im Felsenmeer bei Reichenbach.

### Bergordnungen

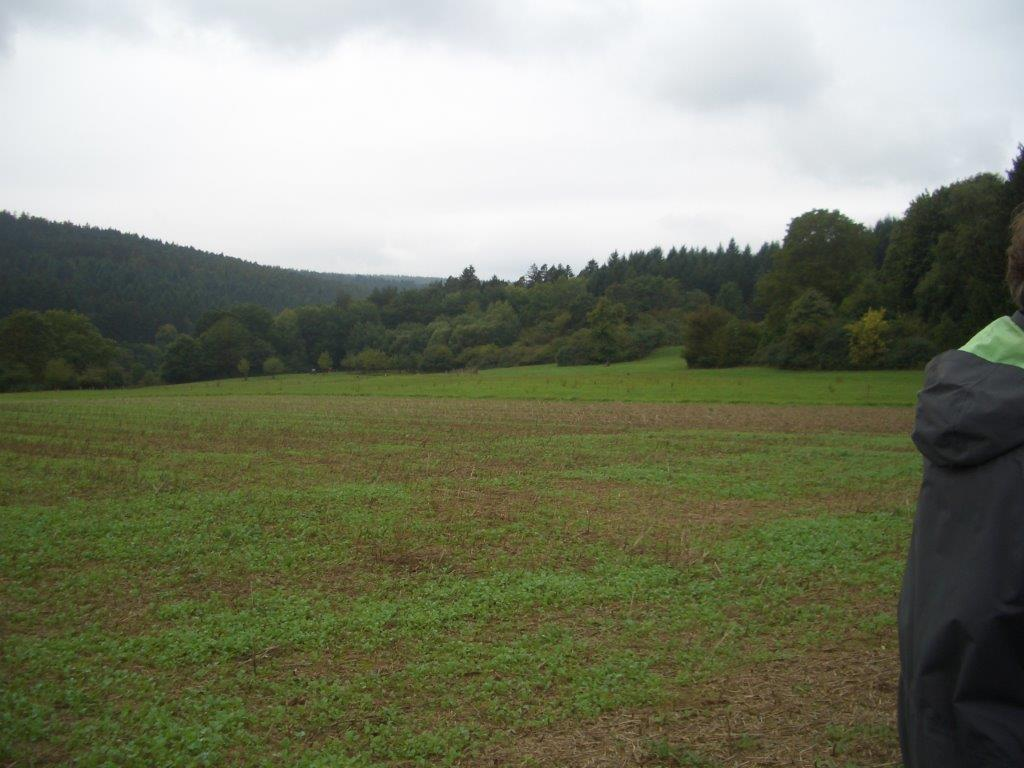
Reste von Abraumhalden bei Michelstadt-Steinbach. Im Vordergrund Ackerland, etwa Bildmitte leichte Störungen, es handelt sich um mittelalterliche Abraumhalden bzw. Reste davon. Etwas oberhalb, rechts des Gehölzes der steile Anstieg ist ebenfalls eine Abraumhalde, aber aus dem 18. Jahrhundert.

Das Jahr 1472 ist für die Bergordnungen, soweit sie den Odenwald betreffen, von Bedeutung. In diesem Jahr wurden drei Bergordnungen erlassen. Einmal die erste Kurpfälzische Bergordnung von 1472, der Vorläufer der großen Kurpfälzischen Bergordnung von 1551. Danach eine Bergordnung, daran angelehnt und ebenfalls kurpfälzisch, betreffend Bergwerke im Otzberger Land. Dieses Gebiet gehörte damals zur Kurpfalz. Die dritte ist die Annelsbacher Bergwerksfreiung, das Archiv in Wertheim ist im Besitz eines Exemplars dieser frühen Bergwerksordnung. Annelsbach befand sich damals wegen seiner Zugehörigkeit zur Herrschaft Breuberg im Besitz der Grafen von Wertheim. Diese Bergwerksfreiung folgt dennoch im Wesentlichen sowohl der kurpfälzischen Bergordnung als auch der breubergischen. Auch die damaligen Schenken, ab 1532 Grafen von Erbach erließen eine Bergordnung im Jahr 1512, diese ist jedoch nicht mehr erhalten oder überliefert.

### Annelsbacher Bergwerksfreiung von 1472
In den 16 Unterpunkten der Annelsbacher Bergwerksfreiung werden zunächst die sieben Personen benannt, die an der Fundstelle abbauen wollten, Annelsbach wurde in der damaligen Schreibweise als „Onolspach“ bezeichnet. Aussteller der Ordnung war Wilhelm Graf zu Wertheim. Es folgen die Abschnitte mit der Zusicherung freien Geleits für die Beteiligten, dann die eigentliche Verleihung des Abbaurechtes, die Regelung betreffend den Zehnten, der Vorbehalt der separierten Erlaubnis zur Schmelze des gefundenen Erzes, Schadensregulierung, Regelungen für den Einschlag und den Transport von Bau-, Zimmer- und Kohlholz und eine abermalige Zusicherung freien Geleites für die Bergarbeiter, Fuhrleute und Hintersassen. Nach der Bestimmung, dass Anteile am Bergwerk nur unter Berggenossen verkauft werden dürfen, beschäftigen sich die folgenden sechs Abschnitte mit Regelungen die das Berggericht, den Bergrichter, Schöffen, Schreiber und Ausmesser sowie deren Entlohnungen betreffen. Ausdrücklich wird dem Berggericht nur die niedere Gerichtsbarkeit zugestanden, die Blutgerichtsbarkeit nicht. Die Bergordnung schließt mit einer Schwurformel und dem Datum der Ausstellung: „der geben ist nach unsers lieben herrn geburt Dusent vierhundert und danach in dem zwei und siebenzigsten Jahre/ am Dienstag nach sant Margarethentag der heiligen jungfrauen“ (21. Juli 1472). Die Bergordnung gilt der Sprache nach als klar verständlich und allgemein als gutes Beispiel für solche Bergordnungen.

## Früheste Bergwerke

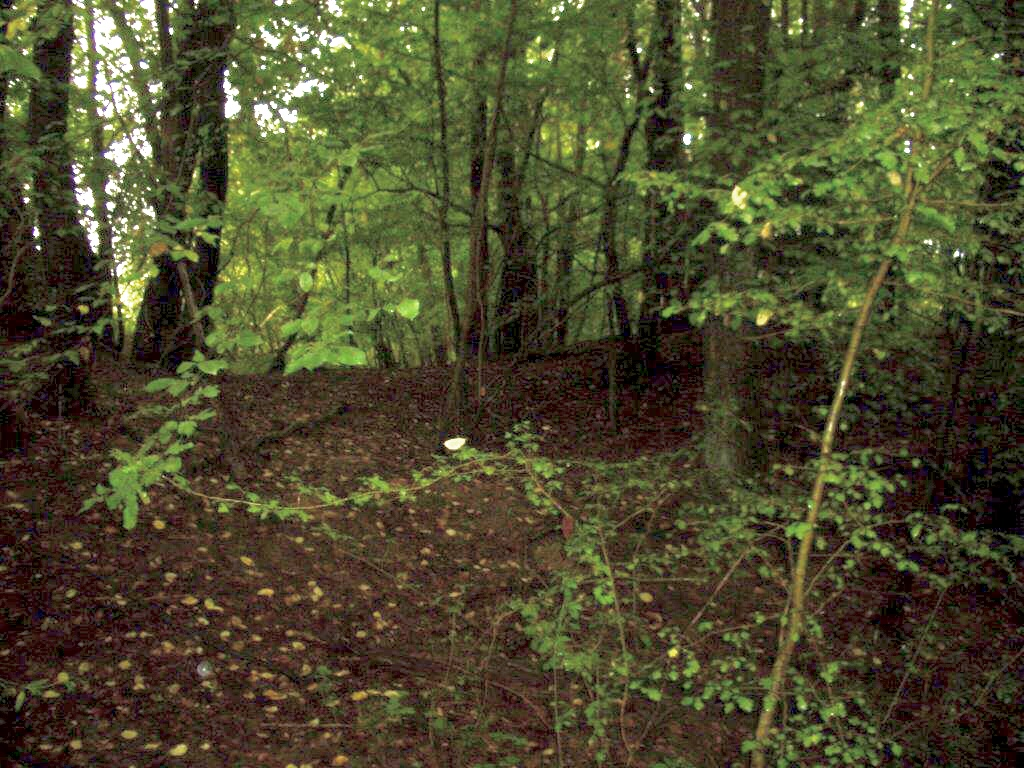
Schachtpinge aus dem 14. Jahrhundert oberhalb Michelstadt-Steinbachs

Einem Buch aus der Mitte des 18. Jahrhunderts ist zu entnehmen, dass man damals von florierendem Abbau im Odenwald im 13. Jahrhundert ausging. Es heißt: „Nostrae ferri fodinae ac officinae ferraria periantque sunt. Docet enim memoria publica seu tabularium, iam seculo XIII easdem florit.“ (Unsere Erzgruben und Eisenschmieden sind sehr alt. Es lehrt eine Aufzeichnung, dass sie schon im 13. Jahrhundert blühten). Der Abbau geschah, indem man senkrecht in die Erde abteufte und das aufgefundene Erz in Kübeln mit einfachen Haspeln förderte. War die Fundstelle ausgebeutet, wurde einfach etwas weiter entfernt ein neuer Schacht getrieben. Beim Einsturz der alten Schächte entstanden Pingen, die sich bis heute in den Flurnamen wiederfinden, beispielsweise „Erzlöcher“ oder „Berglöcher“. Von den Flurnamen als älteste Abbauorte ausgehend, können Bad König, Momart, Langenbrombach sowie möglicherweise das Mossautal als Beispiele für früheste Bergbautätigkeiten im mittleren Odenwald gelten.

### Michelstadt-Steinbach

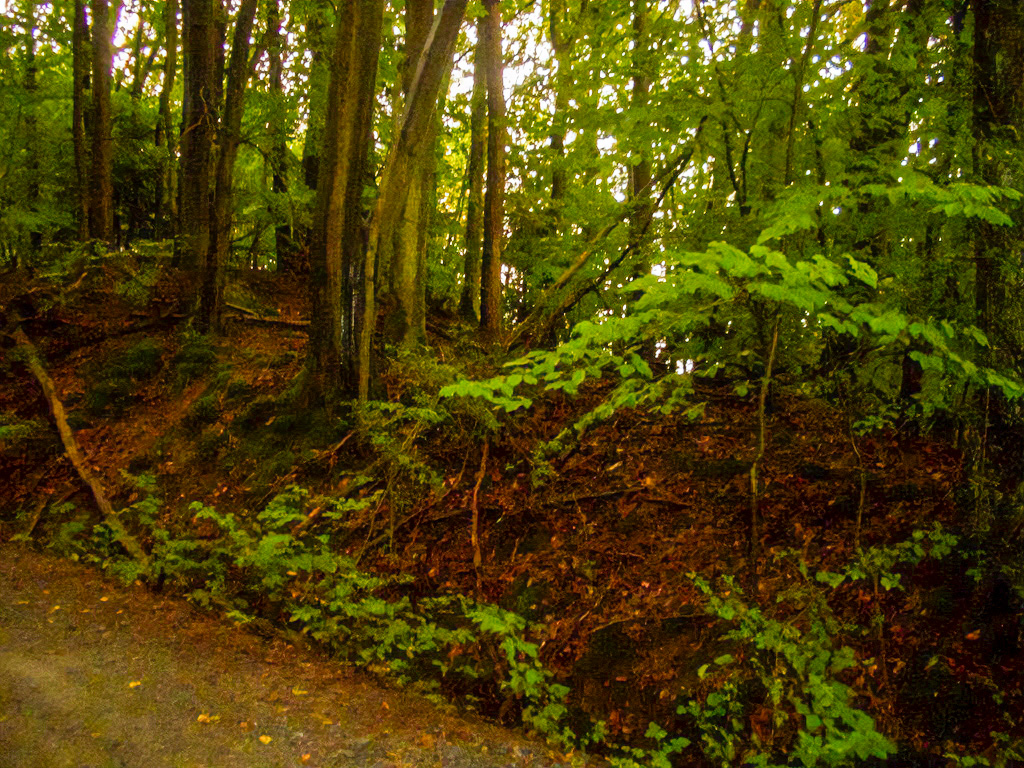
Rest der Abraumhalde hangabwärts unterhalb der Schachtpinge aus dem 14. Jahrhundert oberhalb Michelstadt-Steinbachs

Westlich oberhalb des Ortsteiles Steinbach der Stadt Michelstadt entlang der Bundesstraße 47 in Richtung Rehbach auf der nördlichen Hangseite finden sich an mehreren Stellen Abraumhalden frühen Bergbaus. Bei Forschungen Ende der 1990er-Jahre wurden auch Reste von Stollen gefunden. Da die verwendeten Hölzer sich nicht für die Dendrochronologie eigneten, es handelte sich um Birken- und Obstbaumgehölze, wurde die C14-Methode herangezogen, die allerdings unklare Ergebnisse brachte. Es wurden zwei Zeiträume eingegrenzt: zum einen das 14., zum anderen das 16. Jahrhundert. Aufgrund der Urkundensituation und der Art der Verbauung der Stollen kann eher vom 14. Jahrhundert als einem späteren Zeitraum der Entstehung dieses Abbaugebietes ausgegangen werden. In der Nähe der Abraumhalden findet sich auch eine Schachtpinge, zu datieren auf das 14. Jahrhundert aufgrund der einfachen Abbauweise. Nochmals im 18. Jahrhundert wurde versucht, den Bergbau an dieser Stelle in Gang zu bringen, allerdings erfolglos. Im gleichen Gelände fanden sich 1910 Reste antiker römischer Gebäude. Da die gefundenen Grundmauern für eine Villa rustica äußerst untypisch sind gibt es Spekulationen, dass bereits diese Gebäude an dieser Stelle mit Bergbau zu tun haben könnten, allerdings bislang ohne jeglichen schriftlichen oder archäologischen Nachweis des Zusammenhangs.

## Erste Waldschmieden und Hämmer

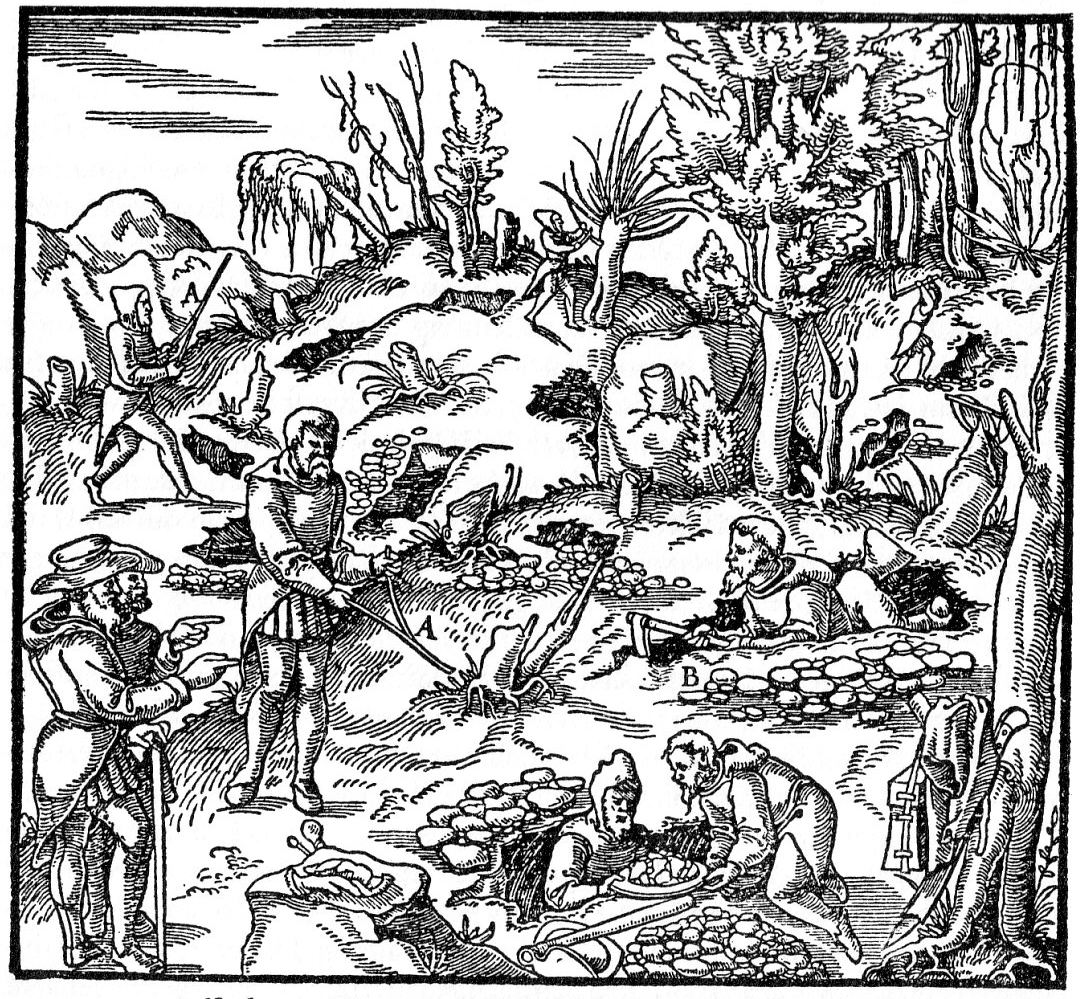
Darstellung eines Rutengängers zur Erzsuche aus De re metallica von Georgius Agricola, Basel 1556

Die früheste Form der Weiterverarbeitung des Erzes im Odenwald geschah in Waldschmieden. Das Metall wurde in einfachen Schmelzöfen ausgeschmolzen und an Ort und Stelle zu den gewünschten Gerätschaften geschmiedet. Die Öfen finden sich oft an Hanglagen, weil man den Aufwind an solchen Stellen für höhere Temperaturen im Inneren der Öfen nutzen konnte, nach dem Prinzip des Rennofens. Frühe Beispiele sind auch wieder aus Flurnamen, etwa „Schmelzberg“, „Schmelzbuckel“ oder „Hüttenbuckel“ ableitbar, entsprechende Bezeichnungen finden sich für Weschnitz, Klein-Gumpen, Unter-Ostern und Groß-Gumpen. Ausdrücklich benannt, teilweise auch mit Namen, werden Waldschmiede und Waldschmieden in der ersten Hälfte des 16. Jahrhunderts für Mossau (1512), Hiltersklingen (1512 und 1517) und Etzen-Gesäß (1541). Der Name Hüttenthal ist für das Jahr 1366 erstmals urkundlich belegt. Die namensgebende Eisenhütte muss also schon zu jener Zeit existiert haben. Die dazugehörenden Reste der Erzwäsche waren noch bis 1764 zu sehen.
Im weiteren Verlauf des 16. Jahrhunderts entstand ein Großteil der Odenwälder Hammerbetriebe. Urkundlich ist lediglich eine frühere Hammerbelehnung in der zweiten Hälfte des 15. Jahrhunderts bekannt, in der Herrschaft Breuberg gelegen. Ob oder wie lange der Hammer arbeitete ist nicht überliefert. Der Versuch, eine Grube zu erschließen, erscheint in einer Rechnung aus dem Jahr 1477/78.

## Schmieden, Berg- und Hammerwerke
Im Odenwald gab es insbesondere im 16. und 17. Jahrhundert zahlreiche Kleinbergwerke mit den dazugehörenden Schmelzen, Hämmern und Schmieden. Wie stark schon damals der Holzverbrauch für entsprechende Anlagen, insbesondere zur Gewinnung von Holzkohle durch Köhlerei für die Schmelzöfen war, zeigt ein „Verzeichnüss des gantzen Morspergs […] in anno 1576“. Darin heißt es von einem Wald nahe Mossau: „Dieser Waldt ist auch alles holtz darinnen abgehawen und verkohlt worden.“, weiter: „Der Neundte Wald […] gehört deren in Bockenrodt, Rorbach und Ertzbacher Hueb gütter undt allein in das Ambt Reichenbergk […] ist nit ein Baum zu verbawen tüglich“. Vom enormen Holzbedarf hatten sich die Wälder erst im 19. Jahrhundert erholt. Bis heute gibt es insbesondere am und im Umfeld des Morsberges Freiflächen im Wald, sogenannte „Kohlplatten“, eingeebnete Areale, auf denen Kohlenmeiler betrieben wurden.

### Die Anna-Elisabeth-Grube

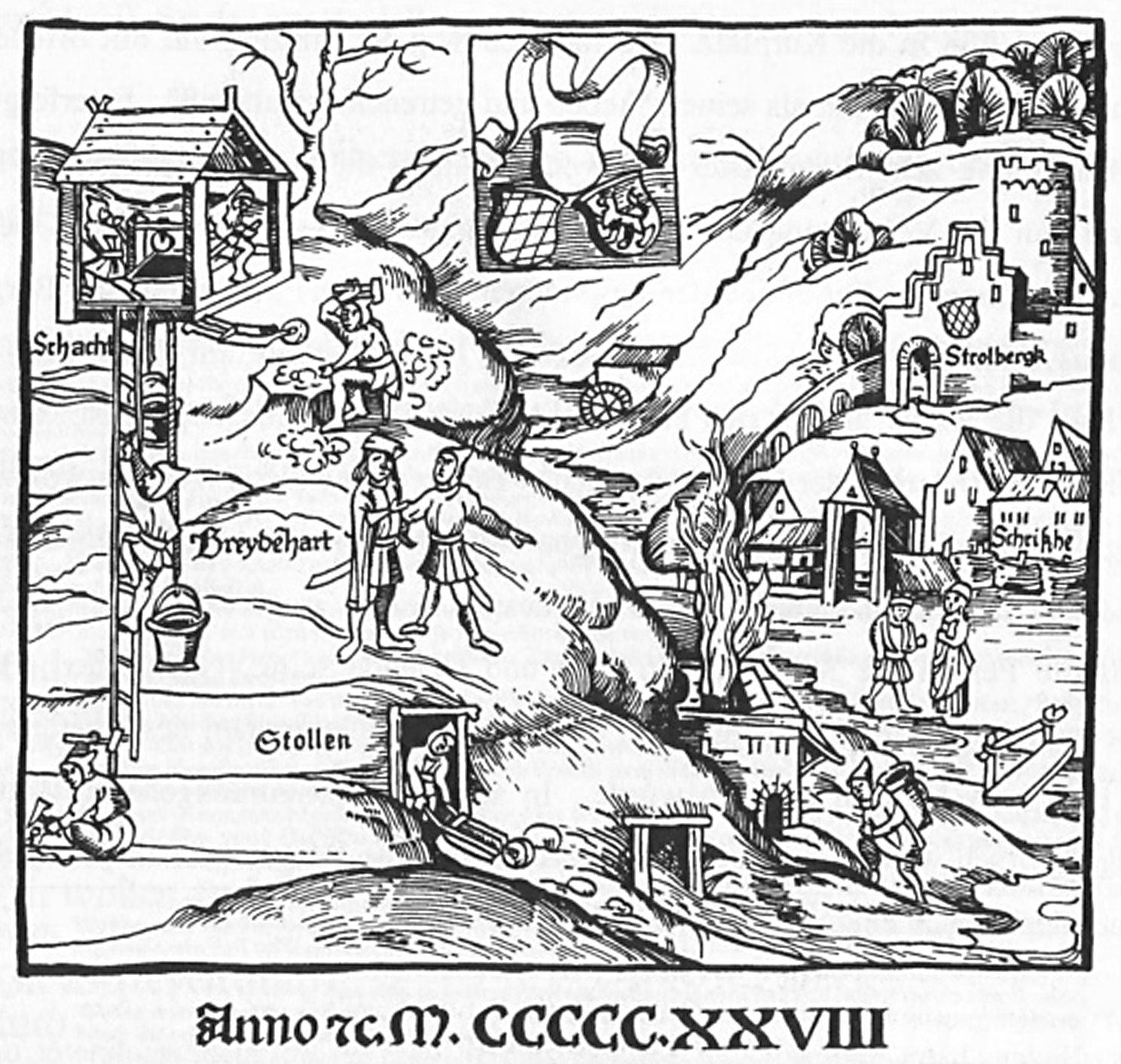
Grube Anna-Elisabeth 1528

Die Anna-Elisabeth-Grube östlich von Schriesheim ist ein über 700 Jahre lang betriebenes altes Silber- und Vitriolbergwerk mit erhaltenen Außenanlagen aus dem 18. Jahrhundert. 1291 wurde das Bergwerk erstmals urkundlich erwähnt, vier Bergordnungen von 1507, 1511, 1528 und 1551 sind bekannt. Kurioserweise wird der sächsische Schichtmeister und Bergreiter Gregor Hirsch aus Schneeberg als erster Bergwerksbesitzer erwähnt, was eine Umkehrung der Bergbauwandertätigkeit bedeutet, da badische und hessische Bergleute mit Beginn des Hochmittelalters dem Berggeschrey ins Erzgebirge zum Abbau der dort entdeckten Silbervorkommen gefolgt waren. Ab 1779 erfolgte nach Wiederentdeckung der alten Stollen von 1530 ein Abbau auf Eisen- und Kupfervitriolerze. 1781 wurde für die Erzaufbereitung ein Sudhaus errichtet. 1817 wurde die Grube geschlossen. Mehrere Versuche neuer Bergbautätigkeiten verliefen im Sand, bis schließlich 1926 die Aufhebung des (erst 1894 so benannten) Grubenfeldes „Anna-Elisabetha“ erfolgte. Nach 1945 wurden alle Zugänge zu den Stollen und Schächten verfüllt. Ab 1985 begannen auf Initiative Schriesheimer Bürger die Arbeiten zur Erstellung eines Besucherbergwerkes, nachdem im gleichen Jahr auf Initiative der Gruppe die Außenanlagen und das Bergwerk unter Denkmalschutz gestellt wurden. 1987 erfolgte die Erstellung eines Rahmenbetriebsplanes zur Errichtung und Betrieb des Besucherbergwerkes. 1989 konnte der Besucherrundweg in Betrieb genommen werden. 2002 wurden schon mehr als 100.000 Besucher begrüßt.

### Waffenschmiede amRoten Kandel
Am Roten Kandel, einem nahe Erzbach gelegenen Berg, wurden in der Zeit des Ersten Weltkrieges zahlreiche Spuren von Bergbau in Form von Pingen, Schlackenhalden, Resten von Schmelzöfen usw. gefunden. Ungewöhnlich allerdings waren Funde von gegossenen als auch geschmiedeten Waffenteilen. Es handelte sich um zwei eiserne Stielbüchsen, eine davon ein Fehlguss, die andere war gelungen, sie hätte allerdings noch ausgebohrt werden müssen. Zudem wurde eine sogenannte Pulverkammer gefunden. Dabei handelt es sich um ein aus mehreren Teilen zusammengeschmiedetes, hohles Rundstück, das mit einem Henkel versehen ist. In der mittelalterlichen Artillerie wurde es mit Pulver gefüllt und hinter dem Geschützrohr in die Lafette gespannt. Nach der Zündung konnte es gegen eine andere, vorher befüllte Pulverkammer ausgetauscht werden, es hatte also die Funktion, die Kadenz zu erhöhen. Es wurden noch andere Überreste von Bergbautätigkeiten gefunden. Eine Untersuchung im Jahr 1930 kam zu dem Ergebnis, dass es sich an diesem Ort um eine Waffenschmiede des 13. oder 14. Jahrhunderts handelte, die in erbachischem Besitz war.

### Unterer Hammerbei Michelstadt

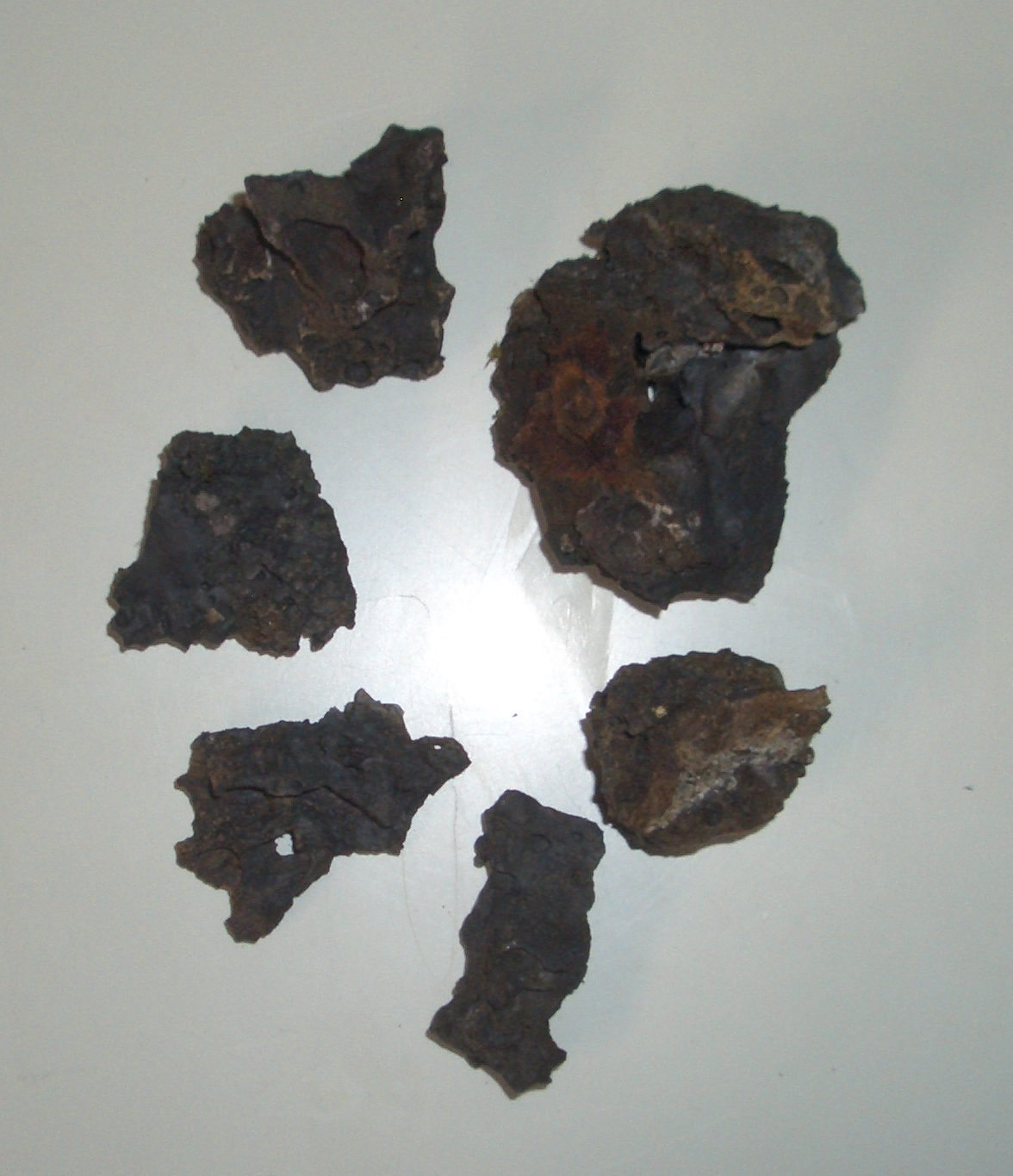
Stücke von Eisenerzschlacke aus der ehem. Schmelze Rehbach, spätmittelalterlich, vor 1578

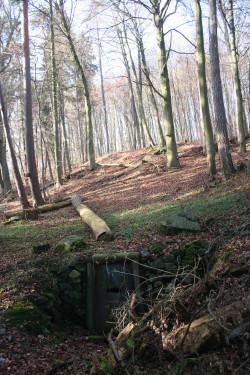
Der ehemalige Eingang in das Bergwerk Zur Gnade Gottes bei Ober-Ramstadt

Der ehemalige Untere Hammer bei Michelstadt geht möglicherweise bis in das Jahr 1554 zurück. In einem Saalbuch, das sich im Archiv der Grafen von Erbach-Fürstenau im Schloss Fürstenau befindet, ist eine „Schmelzhütte“ genannt. Eine Urkunde von 1572 nennt einen Hammerfaktor Feuchter. Er soll sich um die vorkommende Untreue betreffend der Erzgruben und des Hammers kümmern. Später wurden Bergleute und Fachleute des Eisengewerbes aus Tirol und Ungarn in den Odenwald gerufen. Heinrich Liveherr wird auf seinem Epitaph in der Stadtkirche Michelstadt im Jahr 1613 als „Factor“ des Hammers genannt. Ein Eintrag im Zinsbuch des nahegelegenen Klosters Steinbach aus dem letzten Viertel des 16. Jahrhunderts nennt noch „Wurtenburgisch Gewerkhen“. Holz- und Waldkäufe für dieses Hammerwerk sind von 1609/10 und 1612/13 bekannt. 1615 wurde das Werk von den Erbacher Grafen verpfändet, aus dem gleichen Jahr ist eine Anordnung an einen Pfarrer bekannt, 500 Gulden zum „Eyßenwerk gen Fürstenau“ abzugeben. 1623 wurden neue Gebäude errichtet, danach machte der Dreißigjährige Krieg alle weiteren Bemühungen zunichte, das Hammerwerk wurde völlig „ruiniert“.
Erst 1650 wurde der Hammer erneut verliehen. 1660 pachtete Conrad Ensinger den Hammer, er ließ ab 1668 das sogenannte „Herrenhaus“ errichten. Es handelte sich um ein stattliches, dreizehnachsiges und zweigeschossiges Gebäude mit Walmdach. Der Beschreibung aus der Denkmaltopographie des Odenwaldes nach war das Herrenhaus „bedeutend als einer der ältesten industriellen Wohnbauten in Hessen“. Das Gebäude wurde gegen den Widerstand der Unteren Denkmalschutzbehörde und zahlreicher Lokalhistoriker 2008 abgerissen. Nach dem Tode Ensingers führte seine Frau den Hammer bis zu ihrem Tod 1693 weiter. 1699 wurde der Hammer an Nikolaus Salzwedel aus Frankfurt verpfändet. 1727 starb der „Admodiator“ des Hammerwerks Mathias Benjamin Fahlmer, sein Grabstein ist in der alten Friedhofskapelle zu Michelstadt erhalten. 1737 wurden pro Tag 24 Zentner Eisen verarbeitet. Im 18. Jahrhundert wurde der Hammer noch mehrfach verpachtet, bis letztlich 1858 unter Aufgabe eines von zwei Hochöfen eine Drahtzieherei eingerichtet wurde. Der Hochofenbetrieb wurde mehrfach, so 1864 und 1869. geschlossen, aber danach teilweise beschränkt wieder angefahren. Im Jahr 1864 wurden 125 Tonnen Barren Eisen verarbeitet, die Menge an Gusseisen betrug 165 Tonnen. 1882 wurden die alten Gebäude endgültig abgerissen, 1900 auch die Schmiedetätigkeit eingestellt.

### Zur Gnade Gottesin Ober-Ramstadt
Das Bergwerk Zur Gnade Gottes bei Ober-Ramstadt wird in einer Urkunde von 1506 erstmals erwähnt, zwei Holländer wurden damit belehnt. Schon 1512 erfolgte eine abermalige Belehnung, so auch an einen aus dem Bergbauort Schwaz in Tirol stammenden Bergmann. Ein Jahr später erklärte dieser Lupold Wage allerdings, er habe „sich verbaut“. Im Bergwerk selbst sollte nach Silber geschürft werden. Nach Jahrzehnten des Stillstandes wurde erst 1577 wieder bergmännische Tätigkeit aufgenommen, Erzproben wiesen Silber und Kupfer nach. Neben der Probenentnahme kam, was durch eine Anzahl an Rechnungen belegt ist, auch ein Rutengänger mit einer Wünschelrute zum Einsatz. Noch zwei Jahre später äußerte sich Landgraf Wilhelm IV. von Hessen-Kassel in einem Brief dazu. 1578 wurde das Bergwerk vermessen und alle Schächte und Stollen genau benannt. Die untere Sohle befand sich damals in einer Tiefe von etwa 18 Metern. Aus demselben Jahr stammt auch eine genaue Inventarliste des Bergwerks. Von 1580 ist noch eine Abrechnung über die gezahlten Entlohnungen für den Bergmeister, die Hauer, Pumpenknechte und Haspelknechte überliefert.
Das Hauptproblem des an sich wegen des hohen Silbergehalts lohnenden Abbaus waren die starken Wassereinbrüche in das Bergwerk. Es gelang trotz zahlreicher Versuche nicht, die Wasserprobleme in den Griff zu bekommen. 1583 starb der ebenfalls aus Tirol stammende Bergmeister Hans Stadler, für den man keinen Nachfolger fand. Nur drei Jahre später wurde der Bergbau ganz eingestellt. 1598 wurde der Leibarzt des Landgrafen Ludwig V.,  Dr. med. Joachim Strupp, mit dem Bergwerk belehnt. Trotz abermaliger Versuche im 16. und 17. Jahrhundert kam kein erneuter Betrieb mehr zustande. Eine letzte Verleihung des Bergrechts ist von 1878 unter dem Namen Grube Anna bekannt, der Betrieb wurde dennoch nicht mehr aufgenommen. 1907 wurden die Reste des Bergwerks untersucht, zahlreiche der mittelalterlichen Strecken und Stollen waren noch vorhanden.

### Wald-Michelbacher Hammer

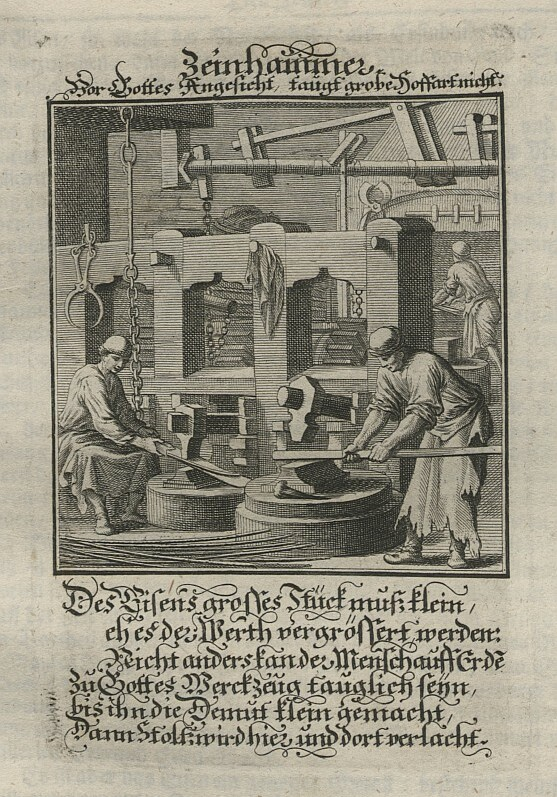
Darstellung eines Eisenhammers im späten 17. Jahrhundert

Die Geschichte des Hammers in Wald-Michelbach, auch Huy’scher Hammer genannt, geht zurück ins Jahr 1565. Da Wald-Michelbach zur Kurpfalz gehörte, wurde eine den Hammer betreffende Urkunde von Kurfürst Friedrich III. am 20. August 1565 ausgestellt. Als Hüttenherr wurde Hans Caton bezeichnet. Der Hammer scheint erfolgreich betrieben worden zu sein, was Dokumente über umfangreiche Holzkäufe belegen. Sein Sohn, Johann Caton, führte den Hammer weiter. Dieser errichtete das prächtige Renaissancegebäude des Hammers etwa 1600. Caton starb wohl nach 1623 ohne eigene Kinder.
Der Hammer lag im Dreißigjährigen Krieg brach, erst danach wurde er an den aus Basel stammenden David Steiger verkauft. Er erhielt eine Reihe von Privilegien, dennoch tauschte er das Hammerwerk bereits 1657 gegen ein anderes ein. Neuer Hammerherr war der bereits erwähnte Conrad Ensinger, der später auch den Unteren Hammer in Michelstadt betrieb. Seine Witwe führte auch das Hammerwerk in Wald-Michelbach weiter, es bestand einer Quelle des 18. Jahrhunderts nach aus zwei Werken und betrieb auch Geschützguss. Die jährliche Pacht war auf 30 Gulden festgelegt. Nachfolger wurde Johann Ezechiel Haffner. Der Betrieb war wohl insoweit erfolgreich, als 1701 eine weitere Eisenschmelze in Ober-Waldmichelbach eingerichtet wurde. Dennoch starb Haffner verarmt, sein „ungeratener Sohn“ soll dafür verantwortlich gewesen sein. Der Hammer wurde 1727 erneut verkauft, an den aus Mannheim stammenden Kaufmann Johann Heinrich Weyl, der ihn aber 1739 seinem Gläubiger Baud zur Nutzung überlassen musste. Nach Weyls Tod 1747 folgte ein 23-jähriger Rechtsstreit zwischen seinen Nachkommen und denen Bauds, den erst ein Vergleich von 1770 beendete. Letztlich verkauften die Töchter Weyls den Hammer 1776 an Adam Schmitt und seinen Sohn, die ihn ihrerseits 1779 an Johann Wolfgang Renner weiterverkauften. Er ließ den Betrieb für die hohe Summe von 12.000 Gulden erneuern und führte ihn sehr ertragreich. Ebenfalls 1779 wurde das neue Wohnhaus beim Hammer errichtet. Eine Steintafel zeigt die Jahreszahl und das Monogramm Renners. Dessen Sohn führte den Betrieb weiter, danach ein Baron von Riedheim und Christian Huy ab 1853, woher der Hammer auch seinen Beinamen hat. 1865 wurde der Hammerbetrieb, wie viele andere, eingestellt und die Gebäude in eine Mühle umgebaut.

### Blei-, später Kupferbergwerk bei Reichenbach
Der Beginn eines Bleibergwerks bei Reichenbach kann durch eine Belehnung auf 1513 festgelegt werden. 1530 belehnte Kurfürst Ludwig V. von der Pfalz die Erbacher Schenken mit dem Recht, Blei zu graben. Der bereits erwähnte Hüttenherr Hans Caton erhielt die Erlaubnis, Kupfer zu graben. Das angelegte Bergwerk war allerdings nur von 1590 bis 1593 in Betrieb, auch hier waren die Probleme mit eindringendem Wasser nicht zu lösen. Das Bergwerk erreichte eine Tiefe von 22 Metern. Eine Zeichnung der 9 Meter hohen Wasserradhaspel von 1592 ist als Photographie von 1936, also vor der Zerstörung des Erbachischen Archivs 1944, noch erhalten. 1600 wurde eine Gesellschaft gegründet, die das Bergwerk abermals in Betrieb nehmen sollte, doch endete dieser Versuch ergebnislos 1604. Eine abermalige Verleihung ist von 1619 bekannt. Wahrscheinlich hat auch hier der Dreißigjährige Krieg alle weiteren Bemühungen beendet. Noch im späteren 17. Jahrhundert gab es zwei Versuche abermaligen Kupfer- und zwischenzeitlich auch Silberabbaus, doch beide scheiterten.
Ab 1841 wurde der Kupferbergbau mit zwei neuen Schächten wieder begonnen. Die Arbeiten waren zunächst erfolgreich, sodass ein weiterer Schacht und verschiedene Stollen angelegt wurden, aber nach wenigen Jahren wurden die Arbeiten eingestellt. Diesmal gelang die Verhüttung des kupferhaltigen Gesteins nicht in befriedigendem Ausmaß. Weitere fünf Versuche, der letzte 1935, waren ebenfalls nicht erfolgreich.

### Weitere Bergwerke und Hämmer
Ein weiteres Eisenerzbergwerk bestand in Weschnitz. Es war von spätestens 1546 bis 1708 in Betrieb und wurde im 19. Jahrhundert erneut in Betrieb genommen. In den 1950er-Jahren wurden in Ober-Ostern Reste eines kleinen Bergwerks gefunden, das urkundlich 1579 Erwähnung fand. In Roßdorf bestand über drei kurze Perioden ein Kupferbergwerk, etwa von 1500 bis 1506, dann von 1577 bis 1586 sowie viel später von 1858 bis 1860. Weiter östlich gelegen sind Bergwerke in Großwallstadt, Großostheim, Mömlingen und Eisenbach bekannt.
Das Hammerwerk in Hirschhorn bestand von 1651 bis etwa 1760. 1734 wurde ein Hammerwerk in Aschbach errichtet, zuvor bestand dort ab 1763 eine Schmelze. Schmelzen und Hämmer bestanden auch in Ober-Klingen, Nieder-Modau, Wahlen und Gammelsbach. Für Rehbach ist die Existenz eines Hochofens von 1576 bis 1578 bekannt. Im Dorfsee 1957 gefundene Mauerreste wurden als Überreste der Erzwäsche gedeutet. Auch diese Reste von Bergbau wurden ohne Not und gegen Protest 1998 anlässlich einer Entschlammung beseitigt.

## Spätere Bergbau- und Hammertätigkeit
In der Spätzeit des Odenwälder Bergbaus entstanden noch einige Hammerbetriebe und Bergwerke. Der Untergang der Bergbautätigkeiten war dennoch nicht aufzuhalten. Das lag zum einen an der aufkommenden Industrialisierung und der entstehenden Konkurrenz durch Großbetriebe der Eisen- und Stahlindustrie, zum anderen an der Infrastruktur des Odenwaldes, zudem war eine stets ausreichende Versorgung der Hüttenwerke mit Steinkohle nicht gewährleistet.
Es entstanden noch einige neue Bergwerke, was auf den vermehrten Bedarf an Mangan im 19. Jahrhundert zurückzuführen ist. Während des Ersten Weltkrieges wurden mittelalterliche Schlackenhalden in großem Umfang abgefahren und nochmals verhüttet. Die mittelalterliche Technik konnte aus dem Erz teilweise nicht mehr als 26 % des Eisengehaltes ausschmelzen, bei Mangan sogar nur 7,7 %. Die nochmalige Verhüttung war also eine lohnende Verwendung der Schlacken.

### Späte Hammerbetriebe
Der Eisenhammer in Ober-Ramstadt geht auf das Jahr 1688 zurück, das Hammer- und Schmelzrecht wurde Christian Will in diesem Jahr verliehen. Die Schmelze wurde bereits 1708 aufgegeben, der Hammerbetrieb litt unter zeitweiligem Eisenmangel. Pläne, Vermessungen und Inventarlisten aus dem 18. Jahrhundert sind noch vorhanden. Die letzten Pächter waren Frankfurter Kaufleute, zuletzt Johann Jakob Friedrich im Jahr 1788. Der Hammer wurde 1817 stillgelegt.
In Schöllenbach bestand ein Hammerwerk seit etwa 1700, möglicherweise schon früher. Der erste Hammerherr, Georg Schick, übergab den Betrieb 1718 seinen beiden Söhnen. 1748 wurde das Werk von Johann Michael Rexroth übernommen. 1757 ging der Hammer an die Brüder Johann Ludwig und Johann Adam Rexroth. Ihre Nachkommen führten den Betrieb bis 1839, Johann Ludwig Rexroth übernahm ihn in diesem Jahr. Der Hammerbetrieb wurde 1870 eingestellt, die Anlage in ein Sägewerk umgebaut.
Weitere späte Hämmer, sämtlich des 19. Jahrhunderts, bestanden in Ziegelhausen, Schönau, Eberbach, Mühlhausen und Weilbach. Aus dem letzteren Hammerbetrieb sind noch einige gusseiserne Ofenplatten vorhanden. Diese um 1830 gearbeiteten Platten befinden sich heute im Heimatmuseum in Amorbach.

### Späte Bergwerke
In Michelstadt wurde Eisenerz mit Bergwerken gefördert, doch ist der Beginn des Bergbaus nicht genau bekannt. Die Abbaugebiete befanden sich im Bereich des Hermannsberges und am Kirchberg. Aus dieser Zeit sind noch Grubenlampen vorhanden, eine davon trägt die Jahreszahl 1800. Der Bergbau wurde 1830, auch hier wegen Wassereinbrüchen, aufgegeben.
Der vermehrte Manganbedarf in der zweiten Hälfte des 19. Jahrhunderts führte zu einer kleinen Wiederbelebung des Bergbaus an bereits aufgegebenen Bergwerken bzw. in ihrem unmittelbaren Umfeld durch das Einbringen neuer Schächte und Stollen. In Bockenrod betrieb eine französische Gesellschaft 1898 zwei Bergwerke, Gottfried und Juno, sie besaß daneben das Bergwerk Juno bei Rohrbach und bei Erzbach das Bergwerk Fortuna. Auch Bergwerke bei Weschnitz, Mittel-Kinzig und Waldmichelbach entstanden neu oder übernahmen vorhandene Einrichtungen.

## Der Schwerspat-Bergbau

### Schwerspatbergbau in Klein-Umstadt

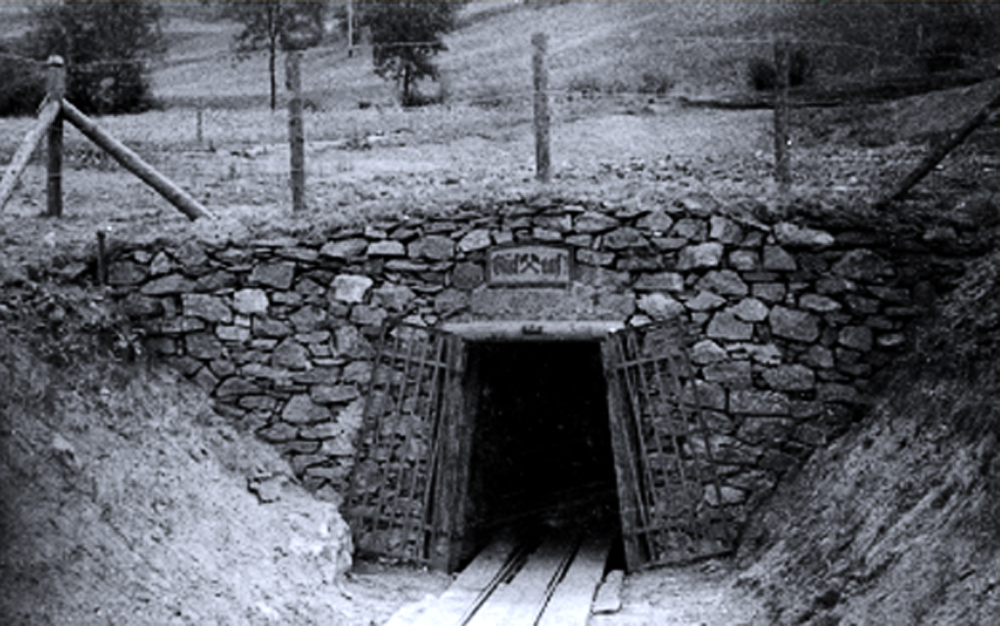
Stollenmundloch des Klein-Umstädter Bergwerks Grube Hönig (Stollen I) der Gewerkschaft Oberweiß zu Beginn des 20. Jahrhunderts

Von 1839 bis 1931 wurde in großem Maß in Klein-Umstadt Schwerspat im Bergbau unter Tage abgebaut. Das Gebiet umfasste etwa das Gelände vom heutigen Sportplatz des TSV 1909 Klein-Umstadt e.V. und zog sich hinter der heutigen Werndelinusgrundschule an den heutigen Obstbaumwiesen vom nördlichen Teil des Ortes am Bergrücken in südöstlicher Richtung ⊙. Das ältere Abbaugebiet befand sich südöstlich des alten Ortes in den Höhenzügen des beginnenden Odenwaldes zu beiden Seiten der heutigen Landstraße K105 Richtung Radheim ⊙. 1858 wurden zwei Gruben genannt, die jährlich etwa 30.000 Ctr. (also 1500 Tonnen) förderten. Dies waren etwa zwei Drittel des gesamten Abbaus im Odenwald (neben zwei weiteren Schwerspatgruben in Ober-Kainsbach und Ober-Ostern). Bei Förderkosten von 10–15 Kr. wurden der Zentner gemahlenes Gestein für etwa 40 bis 50 Kr. (ohne oder mit Verpackung) verkauft. 1869 waren es 2500 Tonnen Jahresproduktion, erwirtschaftet durch nur acht bis zehn Arbeiter. Die Erzgänge in der Gemarkung waren teilweise bis neun Meter mächtig, jedoch immer wieder von Scherungszonen durchsetzt. Die Gruben wurden bis 85 m tief abgeteuft. Insgesamt wurden über den gesamten Zeitraum im Umstädter Raum etwa 650.000 Tonnen barythaltiges Gestein abgebaut. Mindestens zwölf Gänge wurden in den knapp 100 Jahren erschlossen.
Aus den Berggrundbüchern sind uns die folgenden Bergwerke überliefert: Eisenerzbergwerk Glück und Glück I, Eisenerzbergwerk Adelheid, Eisenerzbergwerk Eisenrahm, Schwerspatbergwerk Kleestadt, Schwerspatbergwerk Edelweiß, Eisenerzbergwerk Kunigunde, Eisenerzbergwerk Oberweiß, Schwerspatbergwerk Klein-Umstadt und das Schwerspatbergwerk Ausdauer. Heute sind kaum noch Spuren des Bergbaus zu finden, nur die Abraumhalden sind noch im Gelände zu erahnen und es sind noch kleine Lesefunde möglich. Im Lehrpfad „Die kleine Bergstraße – Landschaft, Mensch und Umwelt in Klein-Umstadt“ im Rahmen des Geo-Naturparks Bergstraße-Odenwald wird die Geschichte des Abbaus und das Kuriosum des „Schwerspat-Krieges“ in zwei Informationstafeln erläutert (siehe Klein-Umstadt#Lehrpfad im Geo-Naturpark).

#### Klein-Umstädter Schwerspatkrieg

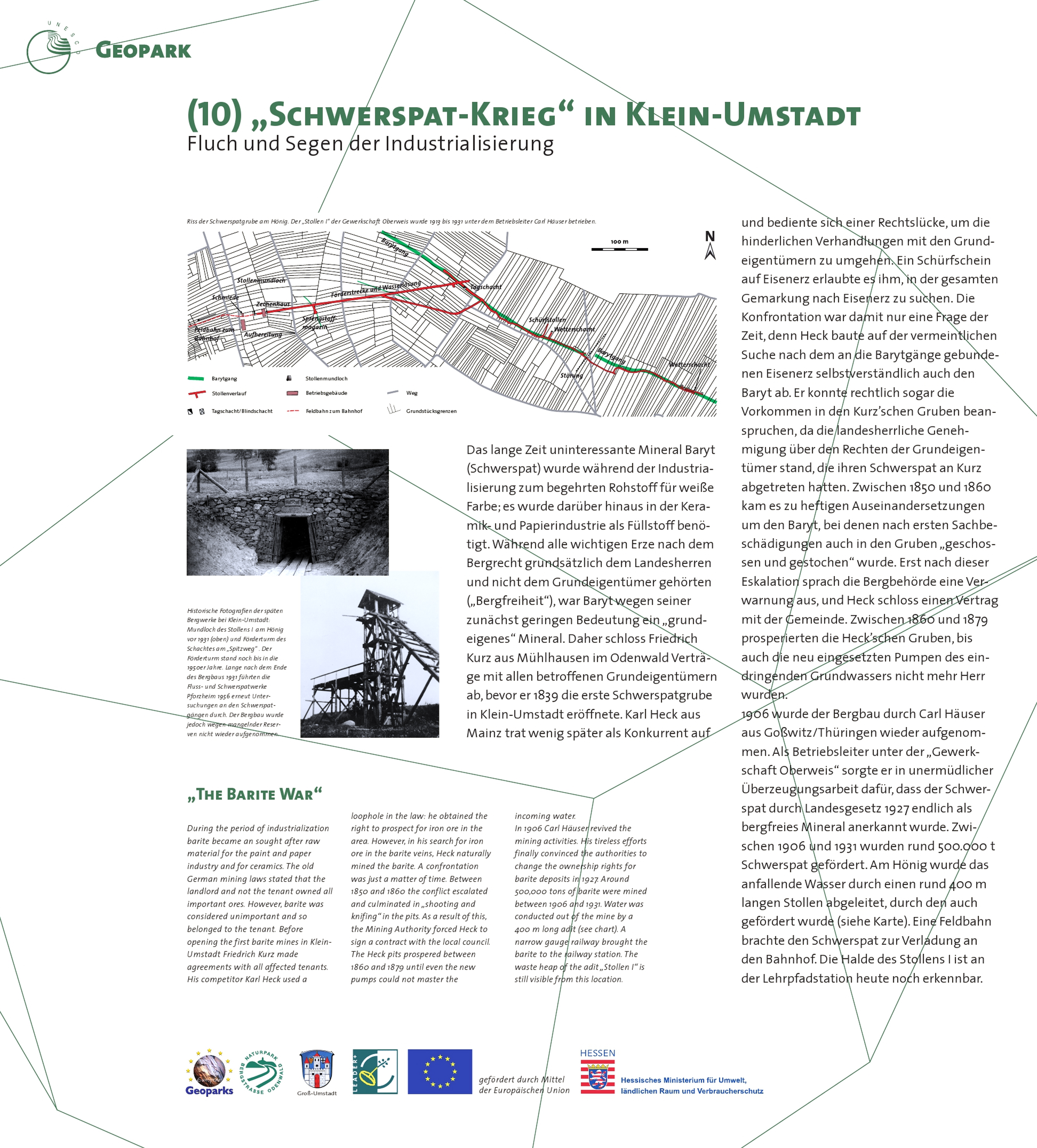
Infotafel zum Schwerspatkrieg und dessen Ursachen

Die Auseinandersetzungen hatten ihre Ursachen im Bergrecht. Während alle wichtigen Erze grundsätzlich dem Landesherren und nicht dem Grundeigentümer gehörten („Bergfreiheit“), war der Schwerspat wegen seiner zunächst geringen Bedeutung ein „grundeigenes“ Mineral. Während einige Gruben nach Verhandlungen über Pachtrechte mit den Grundeigentümern ausgehandelt waren und seit 1839 schürften, umging der Mainzer Bürger Karl Heck dies und ließ sich vom Landesherren einen Schürfschein auf Eisenerz ausstellen. Damit konnte er natürlich auch das „minderwertige“ Schwerspat in seinen Gruben abbauen. Rein rechtlich hatte er sogar Anspruch auf die Vorkommen in den reinen Schwerspat-Gruben, da landesherrliche Genehmigung über den Rechten der Grundeigentümer stand. Zwischen 1850 und 1860 kam es zu heftigen Auseinandersetzungen um das Baryt, der nach Sachbeschädigungen auch zu einem „Hauen und Stechen“ in den Gruben führte. Erst nach dieser Eskalation sprach die Bergbehörde eine Verwarnung aus und Heck schloss einen Vertrag mit der Gemeinde. Nach 1879 konnten auch die neu eingesetzten Pumpen das eindringende Grundwasser nicht mehr bewältigen und erst 1906 wurde der Bergbau in größerem Umfang wieder aufgenommen. 1927 wurde durch Landesgesetz der Schwerspat als bergfreies Mineral endlich anerkannt. An den Gruben war eine Feldbahn eingesetzt, die den Schwerspat zur Verladung an den Klein-Umstädter Bahnhof der seit 1870 bestehenden Odenwaldbahn brachte. Schon 1931 aber wurde der Bergbau in Klein-Umstadt eingestellt. Heute finden jährlich mehrmals Führungen am Geopfad statt.

### Schriesheimer Schwerspatbergbau

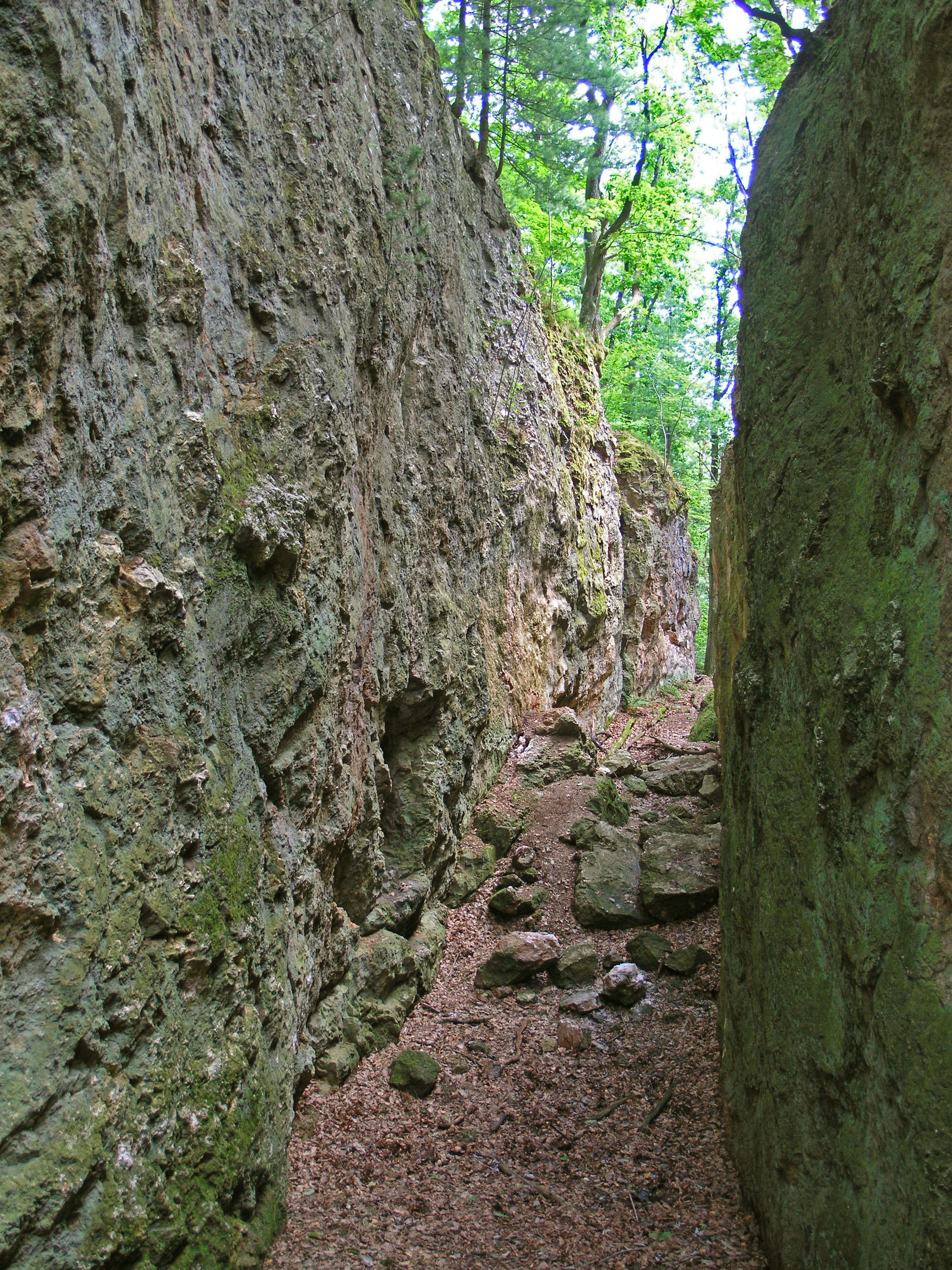
Spatschlucht bei Schriesheim (Rhein-Neckar-Kreis)

Auch im südlichen Odenwald, entlang Klüften in der Schriesheim-Formation wurde im 19. und 20. Jahrhundert Schwerspat abgebaut. Deren Überreste sieht man vom Pappelbachtal über den Höhenrücken der Oberen Griet bis in das Weittal (hier 1800 zum ersten Mal bergmännisch erschlossen) wie an einer Perlenschnur aufgereiht. Erdeinbrüche, Pingen genannt, und Schürfgräben an verschiedenen Stellen weisen auf den ehemaligen ober- und unterirdischen Abbau hin.
In der Zeit nach 1823/24 waren die Spatgruben besonders ergiebig und brachten jährliche Erträge von etwa 5000 Gulden. Als Beispiel seien die Jahre 1824 bis 1827 genannt, wo die gewonnene Spatmenge von über 1250 t fast ausschließlich über den Schiffsweg in die Niederlande ging, wo der Schwerspat für die Farbherstellung verwendet wurde. 1939 wurde auch der Schriesheimer Schwerspatbergbau eingestellt, da sämtlicher Schwerspat abgebaut war. Nach der Stilllegung wurde nur noch Gesteinsmaterial aus den alten Schürfgräben an der Oberen Griet zur Sicherung der unterirdischen Hohlräume gewonnen. Die durch den übertägigen Abbau entstandene sogenannte Spatschlucht ist aufgrund ihrer Bedeutung als kulturhistorisches und geologisches Zeugnis bereits seit dem Jahr 1937 Naturdenkmal.
Unterhalb der Spatschlucht, im ehemaligen Wilhelmstollen, wurde ebenfalls über längere Zeit Schwerspat abgebaut. Der nicht ganz 140 m lange Stollen ist heute nicht mehr zugänglich. Eine Hinweistafel erinnert an die früheren bergbaulichen Aktivitäten. Seit Juli 2000 ist ein Seismograf zur Aufzeichnung von Erdbebenwellen in einer Felsnische im Granit des Stollens eingerichtet. Er ist Teil des landesweiten Messnetzes des LGRB mit derzeit ca. 50 Messstationen in Baden-Württemberg. Zum Kennenlernen der Geschichte empfiehlt sich eine ca. 8 km lange Wanderung entlang der Schriesheimer Schleife des Geopark-Pfades Weinheim/Schriesheim des Geo-Naturparks Bergstraße-Odenwald.

## Gipsbergbau
Seit der Belehnung des Adelsheimer Bürgermeisters Ernst am 27. Juli 1847 durch Großherzog Leopold von Baden mit einem Grubenfeld an den Neckarhängen bei Obrigheim wird im Odenwald Gips abgebaut. Die Grube ist heute die größte und auch älteste kontinuierlich betriebene Untertagegipsgrube Deutschlands.

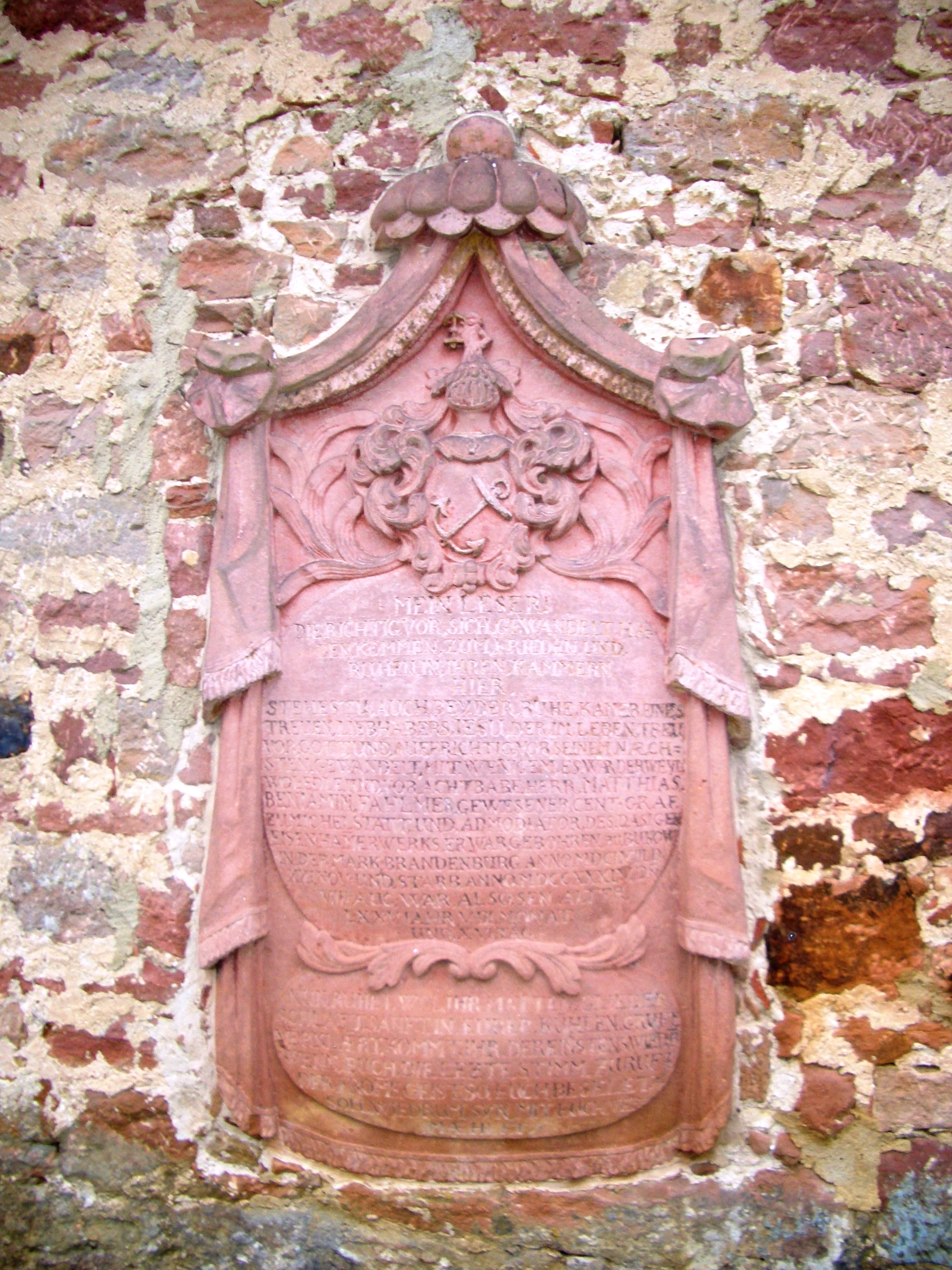
Heilig-Kreuz-Kapelle Michelstadt Nordseite, Grabstein des Hammermeisters Fahlmer

Die Grube ging nach vielen Eigentümerwechseln 1905 an die Portland-Cementwerke Heidelberg und Mannheim, die heutige HeidelbergCement AG. Zurzeit werden mit über 20 Bergleuten im Ein- bzw. Zweischichtbetrieb etwa 300.000 t Rohgips pro Jahr gewonnen.
Der als Baustoff für Mörtel und Gipsplatten, in der Keramikindustrie, als Zuschlagsstoff in der Zementindustrie und nicht zuletzt als Tafelkreide benötigte und vielseitige Grundstoff Gips und seine Geschichte kann heute in fünf Stationen auf einem Gipslehrpfad erkundet werden. Die Besichtigung der Gipsgrube ist nach Anmeldung im Internet möglich.
Unrühmliche Nutzung erfuhren die Gipsstollen in der Zeit des Zweiten Weltkrieges. Die beschlagnahmten Stollen (Friede und Ernst) wurden für ein Geheimprojekt der Nationalsozialisten mit dem Tarnnamen Goldfisch benutzt und ein KZ zur Rüstungsproduktion eingerichtet. Es war das zweitgrößte Rüstungs-Verlagerungsprojekt des Zweiten Weltkriegs, das Berliner Flugzeug-Motorenwerk Genshagen der Daimler-Benz AG. Ab 1944 mussten hier etwa 10.000 Menschen aus 25 europäischen Ländern als Arbeitssklaven schuften. Nach dem Krieg wollte sich zunächst niemand mehr an „Operation Goldfisch“ erinnern. In den Stollen wurde wieder Gips abgebaut. Doch die Firma „Goldfisch“ hat auch an der Oberfläche Spuren hinterlassen. Der im Jahr 1999 errichtete, in zehn Stationen gegliederte, Geschichtslehrpfad will diese Geschichte für die Nachkommen als Erinnerung bewahren.

## Bildstöcke und Grabmäler als Erinnerung an Hammerleute
Im Odenwald gibt es noch zwei steinerne Bildstöcke und ein Steinkreuz, die an Hammerleute erinnern. Ein gotischer Bildstock bei Zell im Odenwald zeigt am Schaft einen Hammer, die Figur im Aufsatz wird als Heiliger Leonhard gedeutet, der Schutzpatron der Hammerschmiede. Das sogenannte Mossauer Bild zeigt in einem schräggestellten Wappenschild auf dem Schaft Hammer und Zange. Es stammt aus dem 16. Jahrhundert. Das Schöllenbacher Kreuz zeigt auf dem Querbalken ebenfalls Hammer und Zange.

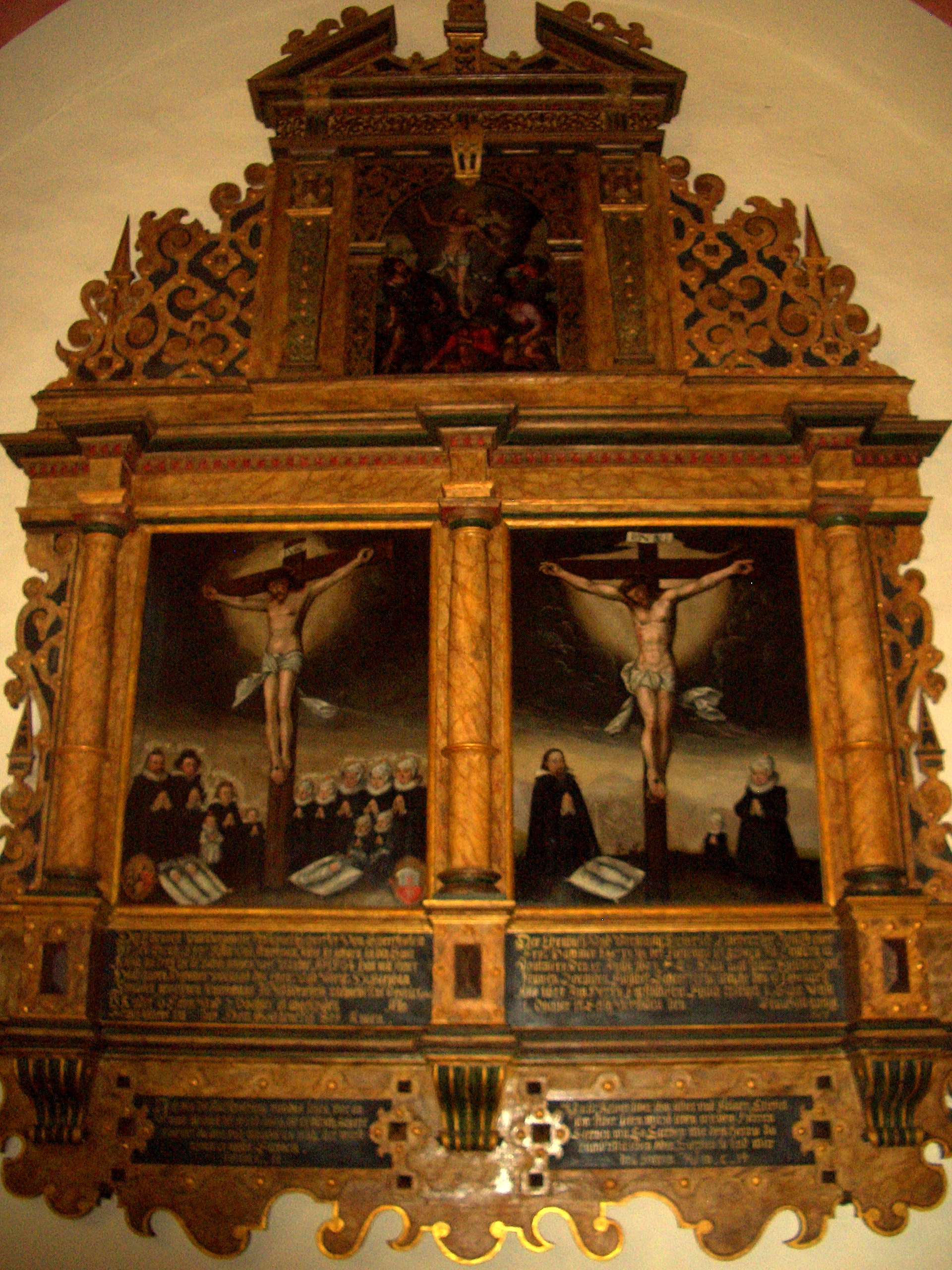
Epitaph des Scherffenstein und Liveherr, Stadtkirche Michelstadt

Noch erhalten sind Grabmäler bzw. ein Epitaph von vier Hammerherren.
Im Chor der Stadtkirche Michelstadt befindet sich das Epitaph für Heinrich Liveherr. Der Text des Doppelepitaphs, daneben noch für den Amtmann Scherff von Scherffenstein, lautet: „Der Ehrnhafft und Vorgeacht Heinrich Liveherr der Zeit Grävl. Erp. Hammer FACTOR bei Fürstenau ist geboren zu Colberg in Pommern den 15. Juli Ao 1585 Hatt mit seiner Ehlichen Hausfrawen Dorathea Elisabet Scheferrin, welche den 9 Februarii Ao 1613 im Herrn entschlaffen erzeiget 1 Sohn und 1 dochter ist selig verschieden den … dem Gott gnedig sei.“ Das Todesdatum Liveherrs ist nicht eingetragen. Er starb 1626. Der Grund ist, dass Liveherr 1614 nach Seeheim zog und sich dort abermals verheiratete und weitere Kinder hatte. Als er starb, war das Epitaph wohl vergessen.

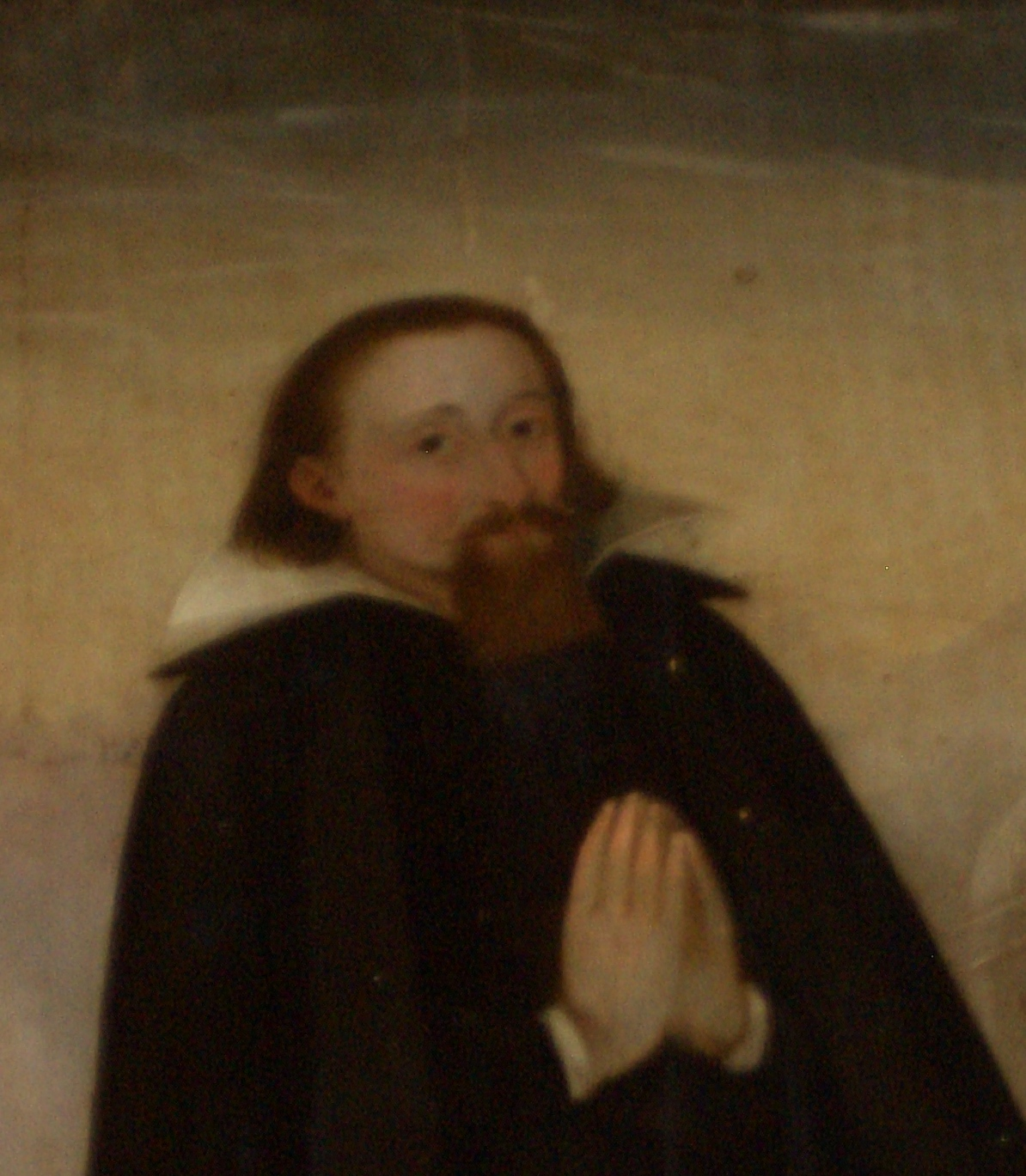
Darstellung des Heinrich Liveherr, Detail aus dem Epitaph

An der nördlichen Außenwand der Heilig-Kreuz-Kapelle in Michelstadt befindet sich die Grabplatte für Mathias Benjamin Fahlmer. Die Inschrift lautet im Auszug:

„MEIN LESER! DIE RICHTIG VOR SICH GEWANDELT HABEN KOMMEN ZUM FRIEDEN UND RUHEN IN IHREN KAMMERN HIER. STEHEST AUCH BEY DER RUHE KAMER EINES TREUEN LIEBHABERS JESU DER IM LEBEN TREU VOR GOTT UND AUFRICHTIG VOR SEINEM NECHSTEN GEWANDELT MIT WENIGEM. ES WAR DERWEYL WOLEDLE UND VORACHTBARE HERR MATHIAS BENJAMIN FAHLMER GEWESENER CENT-GRAF ZU MICHELSTATT UND ADMODIATOR DES DASIGEN EISENHAMMERWERKS. ER WAR GEBOREN ZU BUKOW IN DER MARK BRANDENBURG ANNO MDCLVIII D. XXI NOV UND STARB ANNO MDCCXXXIV DEN VIII AUG. WAR ALSO SEIN ALTER LXXV IAHR VIII MONAT UND XVI TAG.“

An der Nordwand der Friedhofskapelle zu Beerfelden befand sich die Grabplatte für Jakob Valentin Haffner, den Sohn Johann Ezechiel Haffners. Es ist aus der Inschrift nicht zu entnehmen, ob er derjenige Sohn war, der für die Schwierigkeiten seines Vaters verantwortlich war. Sie lautet auszugsweise:

„HIER RUHET IN GOTT DER WEYLAND EDLE V ACHTBARE HERR IACOB VALENTIN HAFNER HOCHGRAEFL ERBACH HAMER ADMODIATEUR ZU GAMMELSBACH ER WAR GEBOHREN ZU WESCHNITZ AO 1702 D 7. JULII STARB ZU GAMMELSBACH AO 1735 D 16. AUGUST SEINES ALTERS 33 IHAR 2 MONAT UND 14 TAG.“

In der Karmeliter-Klosterkirche Mariä Verkündigung in Hirschhorn befindet sich in der St.-Anna-Kapelle der Grabstein von Wolfgang Carl Scheberle. Darauf heißt es:

„ANO 1718 DEN 3 APRIL STARB DER EHREN VESTE UNT WOHLACHBARE HER WOLFGANG CARL SCHEBERLE HER DES HIESIGEN EISERNEN HAMERS SEINES ALTERS 68 JAR V 2 MONT.“